# Kritika a kontroverze Zimních olympijských her 2014
Konání Zimních olympijských her 2014 v Soči vyvolalo řadu obav a kontroverzí. Bylo kritizováno dodržování lidských práv a zákaz propagace homosexuality v Rusku. Především po teroristických útocích ve Volgogradě v prosinci 2013 vzrostly obavy o bezpečnost olympijských her vzhledem k blízkosti neklidného kavkazského regionu a hrozbám náboženských extremistů. Kritizováno bylo také porušování lidských práv dělníků, především ilegálních přistěhovalců ze Střední Asie, při budování olympijské infrastruktury.

## Lidskoprávní výhrady

### Kritika omezování svobody projevu a práv menšin
Lidskoprávní organizace kritizovaly konání olympiády v Rusku kvůli porušování lidských práv (a tedy olympijských principů) hostitelským státem. Organizace Člověk v tísni například spustila internetový projekt „Utajené disciplíny“, na jehož webových stránkách upozorňuje na porušování svobody shromažďování, potlačování činnosti nevládních neziskových organizací, na porušování práv sexuálních a národnostních (zejm. kavkazských) menšin, na vraždy novinářů kritizujících režim (např. Anny Politkovské a také na porušování lidských práv při samotném budování olympijského centra.

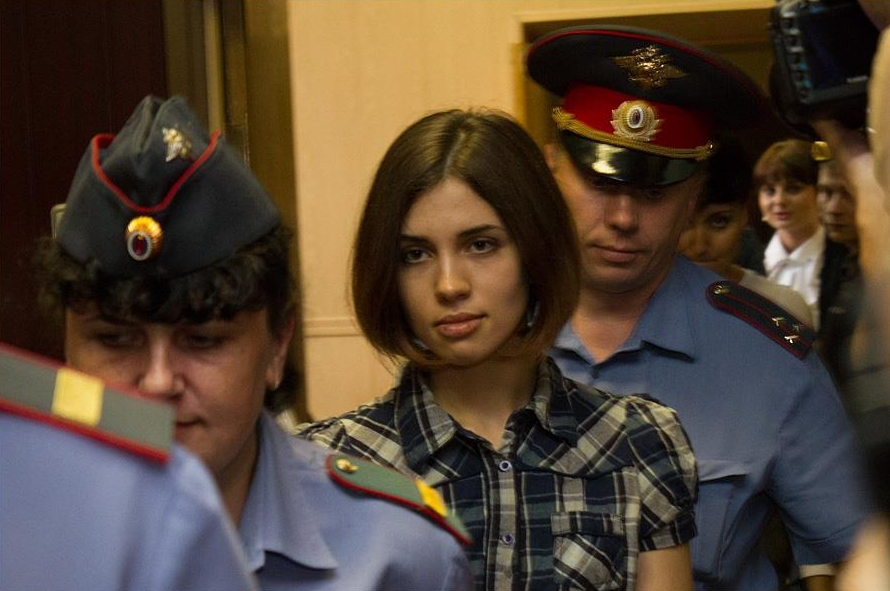
Naděžda Tolokonnikovová ze skupiny Pussy Riot před soudem

Měsíc a půl před zahájením olympijských her prezident Vladimir Putin amnestoval mj. zajaté aktivisty Greenpeace z lodi Arctic Sunrise, aktivistky ze skupiny Pussy Riot nebo podnikatele a opozičního politika Michaila Chodorkovského. Samotné aktivistky se hned po propuštění vyjádřily, že celá amnestie není motivována humanitárními pohnutkami, nýbrž že se jedná o PR kousek Kremlu, kterým se Putin snaží zmírnit kritiku kvůli porušování lidských práv v zemi. Aktivistky vzápětí také vyzvaly k bojkotu olympijských her v Soči.
Vystoupení na zahájení olympijských her odmítla v září 2013 americká popová zpěvačka Cher. Celkem 217 světových spisovatelů se připojilo k otevřenému dopisu, v němž protestovali proti zákonům omezujícím svobodu projevu. Britský herec Stephen Fry vyzval premiéra Davida Camerona k bojkotu olympiády. Cameron i Barack Obama přímý bojkot odmítli, ačkoli ani nepotvrdili svou účast na olympiádě. Spekulace o tom, že by se německý prezident Joachim Gauck a francouzský prezident François Hollande olympiády neúčastnili právě z lidskoprávních důvodů, žádný z nich nepotvrdil. Jednoznačně svou neúčast na olympiádě zdůvodnila eurokomisařka pro spravedlnost Viviane Redingová, která na Twitteru uvedla: „Určitě nepojedu do Soči, dokud se bude s menšinami zacházet způsobem jako podle současných ruských zákonů.“
K bojkotu olympijských her vyzvala české politiky například Strany zelených s poukazem na to, že „Ruská vláda zneužívá olympijské hry, aby zakryla masivní porušování lidských práv, represi vůči opozici i rozsáhlé ničení přírody.“ Předseda strany Ondřej Liška považuje za skandální zejména skutečnost, že „olympijskou pochodeň nesl čečenský prezident Ramzan Kadyrov, podezřelý z mnoha vražd svých odpůrců, včetně novinářů“ a požaduje „zavedení obecných pravidel pro konání olympijských her, aby se pořádající země v budoucnu nechovaly v rozporu s olympijským duchem.“
Bývalé členky Pussy Riot Marija Aljochinová a Naděžda Tolokonnikovová se během konání olympijských her pokusily natočit přímo v Soči píseň „Putin vás naučí milovat svou vlast“, 18. února 2014 je však ruská policie zadržela kvůli podezření z údajné krádeže, načež pak strávily 10 hodin na služebně Federální služby bezpečnosti. Po propuštění se 19. února 2014 pokusily píseň zazpívat s členkami Pussy Riot, ovšem ruská policie a dobrovolnické „kozácké hlídky“ účastníky happeningu zbily a rozehnaly.
Původně byly veškeré protesty v Soči zcela zakázány, což kritizovali obhájci práv jako neústavní. Později byla vyhrazena speciální zóna, v níž byly protesty a happeningy povoleny, a to v dvacetitisícovém městě Chosta, které leží na cestě mezi Soči a Olympijským parkem – 17 km od Soči a 12 km od nejbližšího sportoviště. Ruský vicepremiér Dmitrij Kozak k tomu uvedl, že „ve sportovních arénách a sportovních zařízeních je vyjadřování politických názorů v souladu s olympijskou chartou zakázáno.“ Agentura RiaNovosti uvedla, že projevy politických názorů byly omezeny i na všech předešlých olympiádách.

### Kritika omezování práv homosexuálů

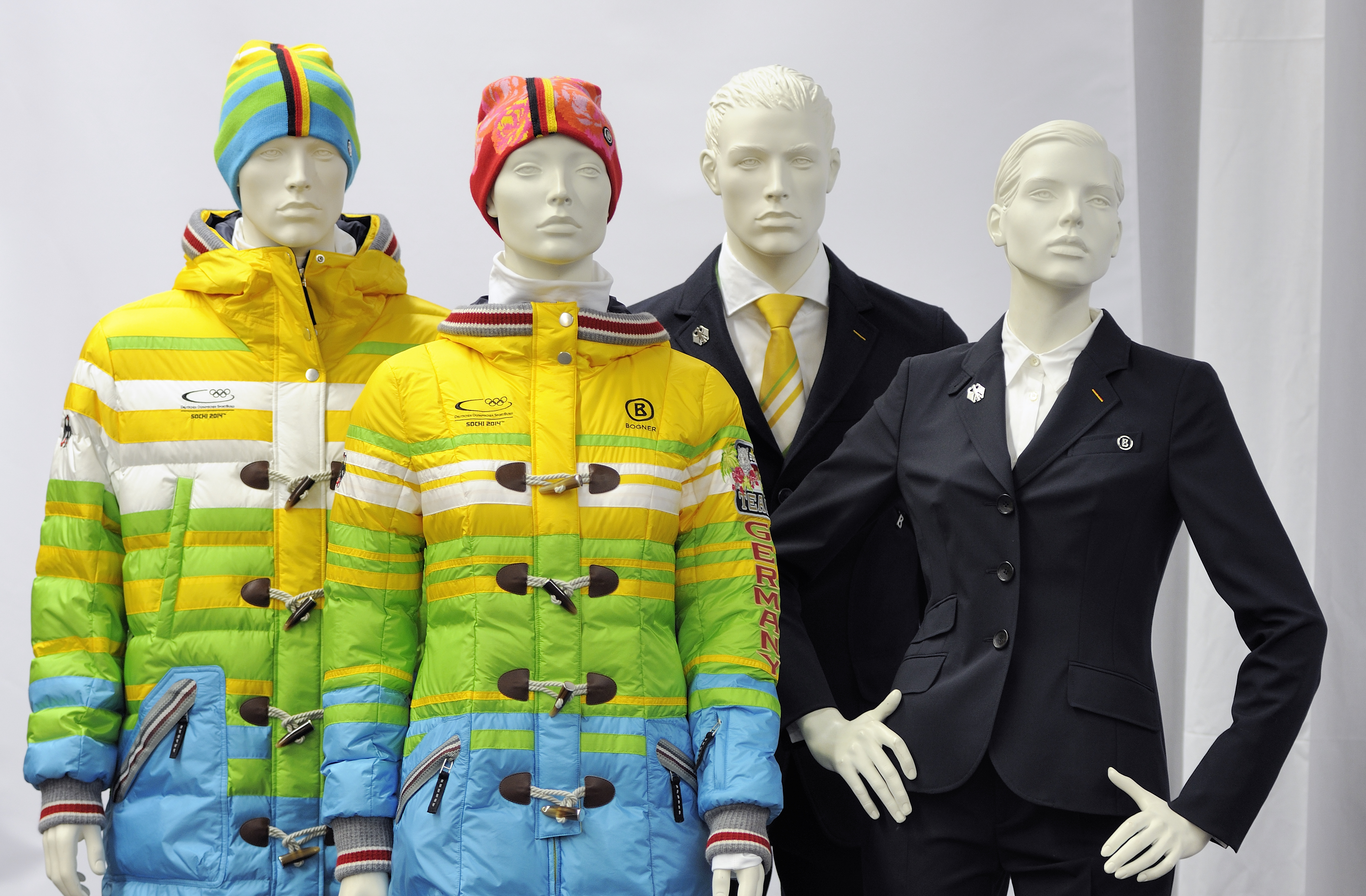
Duhové oblečení německé výpravy

Kritické hlasy zaznívaly ze strany řady LGBT a lidskoprávních organizací v souvislosti s ruským zákonem zakazujícím propagaci homosexuality mezi mladistvými, který v červnu 2013 podepsal prezident Putin. Starosta olympijské Soči, Anatolij Pachomov, přitom pro britskou televizi BBC One uvedl: „Tady na Kavkaze je podobné chování nepřijatelné, navíc u nás ve městě žádní (homosexuálové) nežijí.“
Např. švédská organizace Live And Let Love ve své kampani s videoklipem natočeným na stockholmském olympijském stadionu upozornila na rizika LGBT lidí v Rusku. Hnutí All Out vyzvalo Mezinárodní olympijský výbor, aby trval na principech nediskriminace. Další organizace vyjadřovaly obavy o to, jak bude v Rusku nakládáno s otevřeně homosexuálními sportovci vyslanými z jiných zemí. Podobně jako Člověk v tísni postavil svou kampaň i projekt Fair Games, který pracoval s tezí, že Rusko prohlásilo za nejnovější olympijskou disciplínu diskriminaci.
Americký časopis The New Republic citoval spolumajitele místního gay klubu Majak, podle něhož jediní kdo gaye v Soči obtěžují jsou novináři. Soči je dle jeho vyjádření „jedno z nejtolerantnějších měst v Rusku, dokonce i ve srovnání s Moskvou.“ Ruská organizace Federace sportu LGBT oznámila záměr uspořádat v Soči nedlouho po skončení olympiády i „homosexuální hry“. Tzv. Gay Games jsou pořádány ve čtyřletých cyklech od roku 1982.
Americká administrativa 17. prosince 2013 oznámila, že vyšle v delegaci otevřeně lesbickou sportovkyni, tenisovou legendu Billie Jean Kingovou, což mnohé LGBT organizace a některá média vykládaly jako gesto vůči ruské legislativě. Ve výpravě se objevila i hokejistka Cailin Cahowová či krasobruslař Brian Boitano, který následně také provedl veřejný coming out. Prezident Obama na tiskové konferenci uvedl: „Myslím, že ta delegace mluví sama za sebe.“ Američtí politici přitom nejsou v kritice ruského zákazu propagace homosexuality jednotní. V samotných Spojených státech amerických se nachází osm států, které razí politiku podobnou ruskému zákazu: Alabama, Arizona, Louisiana, Mississippi, Oklahoma, Jižní Karolína, Texas a Utah.
Mezinárodní olympijský výbor požádal v létě 2013 ruskou stranu o vysvětlení. Norský představitel výboru Gerhard Heiberg uvedl, že pokud se nenajde uspokojivé řešení, mohlo by se pořádání her přesunout jinam mimo Rusko, zároveň však vyjádřil přesvědčení, že tak daleko situace nedospěje. Prezident Putin ve snaze uklidnit protestní hlasy přislíbil, že „organizátoři her, sportovci i fanoušci budou dělat vše pro to, aby se zde všichni účastníci her i hosté cítili příjemně, bez ohledu na národnost, rasu nebo sexuální orientaci.“
Radnice někdejšího olympijského města Toronta vyvěsila u příležitosti her duhovou vlajku na protest proti ruské anti-gay legislativě. K podobným gestům se v den zahájení her přidala např. společnost Google umístěním duhové varianty loga a citace z Olympijské charty na úvodní stranu svého vyhledávače. Obdobně změnil do duhových barev britský The Guardian písmeno „g“ a Channel 4 svou čtyřku.
Řadu spekulací vzbudilo i oficiální oblečení německé výpravy v duhových barvách, ačkoli oficiální místa přímou souvislost nepotvrdila.
Média informovala o zadržení několika aktivistů za práva gayů, kteří v Petrohradě a Moskvě protestovali v den zahájení olympiády. Podle vyjádření jednoho ze zadržených byli po několika hodinách propuštěni. V noci z 16. února a poté znovu během 17. února ruská policie zadržela bývalou poslankyni italského parlamentu a aktivistku za práva osob s menšinovou sexuální orientací Vladimiru Luxurii. Poprvé byla po několikahodinovém výslechu propuštěna a podruhé byla zadržena při snaze vstoupit na sportoviště s duhovou vlajkou a s transparentem „Být gay je OK“. Podle rozhlasové stanice BBC se k ní policisté při zatýkání chovali agresivně. Italští poslanci požádali o intervenci prezidenta Giorgia Napolitana.

#### Protesty sponzorů
Proti homofobní ruské legislativě se otevřeně vyjádřilo i několik významných sponzorů olympijských her v Soči. Jedním z prvních byla americká telekomunikační společnost AT&T, která na oficiálním firemním blogu dne 4. února 2014, tedy 3 dny před zahájením her, zveřejnila prohlášení tvrdě kritizující homofobní legislativu v Rusku. Mimo jiné uvedla (v českém překladu): „Ruský zákon ubližuje LGBT osobám a rodinám a ubližuje diverzitě společnosti.“
AT&T sice není jediným sponzorem a investorem do olympijských her v Soči, který se rozhodl otevřeně protestovat, ale většina sponzorů olympijských her se k takovým krokům neodvážila, protože investovali obrovské sumy do reklamy spojené s hrami a tudíž potřebují, aby s nimi byla spojována dobrá nálada a chuť utrácet. Otevřená kritika a špatná nálada ze současného stavu v Rusku, by mohly poškodit investice těchto firem asociované s olympijskými hrami v Soči, které se v případě reklamy pohybovaly v řádech stovek milionů amerických dolarů.

#### Protest Googlu
Dne 7. února 2014, tedy v den zahajovacího ceremoniálu, internetový vyhledávač Google zveřejnil doodle, kterým se zcela otevřeně postavil proti údajné homofobii a homofobní legislativě v Rusku a jasně tento protest asocioval se začínajícími olympijskými hrami. Doodle má podobu duhové vlajky, symbolu boje za rovná práva LGBT osob, v dolní části každého pruhu je vepsáno jedno písmeno ze slova Google a nad ním je vždy namalované vyobrazení jednoho z vybraných zimních olympijských sportů.

## Životní prostředí
Vybudování některých sportovišť v blízkém sousedství kavkazských přírodních rezervací se stalo předmětem kritiky ekologických organizací. Kritizován byl postup úřadů vůči místnímu obyvatelstvu.

### Achštyr
Média upozornily na vesnici Achštyr s populací kolem 168 osob nacházející se na horském svahu v blízkosti Soči. V okolí Achštyru proběhla značná stavební činnost spojená s hrami, která ale značně narušila fungování obce a její základní vybavenost. Pro hry nově postavená dálnice odřízla Achštyr od původní cesty a značně tak ztížila dopravu obyvatel vesnice. Dříve jim trvala cesta na nejbližší autobusovou zastávku přibližně 15 minut pěšky, ale stavbou dálnice a dalšími omezeními (například zákaz užívání lávky přes lokální vodní tok, na jehož dodržování začali dohlížet dokonce ruští vojáci) se tato doba prodloužila přibližně na 2 hodiny.
Dalším velkým problém pro Achštyr se stala kontaminace místních studní, jež sloužily jako hlavní zdroj pitné i užitkové vody pro obyvatele Achštyru. Šlo o přímý důsledek budování infrastruktury pro olympijské hry. Situace byla řešena dovážením vody do Achštyru v nákladních automobilech.

## Organizační výhrady

### Kritika korupce a vysokých nákladů
| ZOH                 | výdaje [mld. eur] |
| ------------------- | ----------------- |
| 2014 Soči           | 40,0              |
| 2010 Vancouver      | 5,0               |
| 2006 Turín          | 2,1               |
| 2002 Salt Lake City | 1,5               |
| 1998 Nagano         | 14,6              |

Předák ruské opozice Boris Němcov již v květnu 2013 kritizoval způsob výstavby olympijského centra a tvrdil, že oligarchové a úředníci rozkradli 25–30 miliard dolarů. Ruský protikorupční aktivista Alexej Navalnyj pak sestavil mapu korupčních praktik při budování olympijského centra. Navalnyj rovněž uvedl, že výdaje na olympiádu namísto oficiálně uváděných 214 miliard rublů dosáhly ve skutečnosti 1,5 bilionu rublů. I kdyby údaje opozice a dalších kritiků byly nadsazené, je nesporným faktem, že i podle oficiálních údajů byly olympijské hry svými výdaji 40 mld. eur dražší než součet výdajů na všechny zimní olympijské hry konané od roku 1924 do roku 2010, který činil zhruba 35 mld. eur (nejvyšších výdajů před olympiádou v Soči dosáhly roku 1998 zimní olympijské hry v Naganu s rozpočtem 14,6 mld. eur).
Kritiku vysokých nákladů organizátoři zdůvodňovali vybudováním celé okolní infrastruktury, například nového letištního a železničního terminálu, silniční sítě, mostů a tunelů.

### Kritika nepřipravenosti objektů
Další kritika se objevila poté, co se jen pár dní před začátkem olympiády začali na hotelích ubytovávat zahraniční novináři. Zpravodajové CNN si například stěžovali, že si zarezervovali jedenáct pokojů a k 5. 2. 2014 byl připraven jen jeden. Další novináři si stěžovali na havárii potrubí, že v hotelích netekla voda, po opravě však měla zpočátku žlutou barvu a hotelový personál hosty upozorňoval, ať se vodou neumývají, protože je „nebezpečná pro vaši tvář.“ Tato zabarvená voda rovněž nebyla v žádném případě pitná. Jiným problémem byly například mrtvé včely v medu distribuovaném hostům. Organizátoři stále slibovali všechny nedostatky do zahájení olympijských her odstranit. Z 9 připravovaných hotelů jich bylo 1. února 2014, tedy 6 dní před zahájením, když už se sjížděli účastníci včetně sportovců a novinářů, připraveno pouhých 6 a další 3, tedy celá třetina hotelů se kterými bylo počítáno, byly stále ve výstavbě.
Podle Jakuba Jandy a jiných českých reprezentantů, kteří se účastnili i předchozích olympijských her, jsou organizační problémy vždy a podle vyjádření mluvčího ČOV Alexandra Klimenta pro Českou televizi dne 5. února bylo „po těch úvodních zmatcích, které provázejí každé olympijské hry, už všechno v pořádku“.